# Мессина
Месси́на (итал. Messina, сиц. Missina, лат. Messana, греч. Μεσσήνη) — город в итальянской области Сицилия, административный центр одноимённой территориальной единицы, приравненной к провинции. Третий по величине город на острове Сицилия.
Покровительницей города почитается Пресвятая Богородица «Мадонна с письмом» (Madonna della Lettera). Праздник города — 3 июня.

## География
Мессина расположена на северо-востоке Сицилии, на западном берегу Мессинского пролива, отделяющего остров от материковой Италии (область Калабрия). Высота над уровнем моря — 3 метра. Город занимает территорию 211,73 квадратных километра.
Мессина находится в 90 км от Катании, расстояние до Палермо — 230 км. Город тянется на 30 км вдоль Мессинского пролива, на суше обрамлён Пелоританскими горами. Центром города считается территория, занимающая 10 км, которая расположена между речками Аннунциата и Сан-Филиппо, в настоящее время скрытыми под улицами. Порт Мессины (имеющий военное и торговое значение) расположен в естественной бухте Ионического моря.
Город является центром большого сельскохозяйственного района, где возделываются цитрусовые культуры — лимон, апельсин, мандарин, клементин (гибрид мандарина и апельсина), а также виноград и другие фрукты.

## История
…Кометы грозной и хвостатой

Ужасный призрак в вышине,

Безжалостный конец Мессины

(Стихийных сил не превозмочь),

И неустанный рёв машины,

Кующей гибель день и ночь…

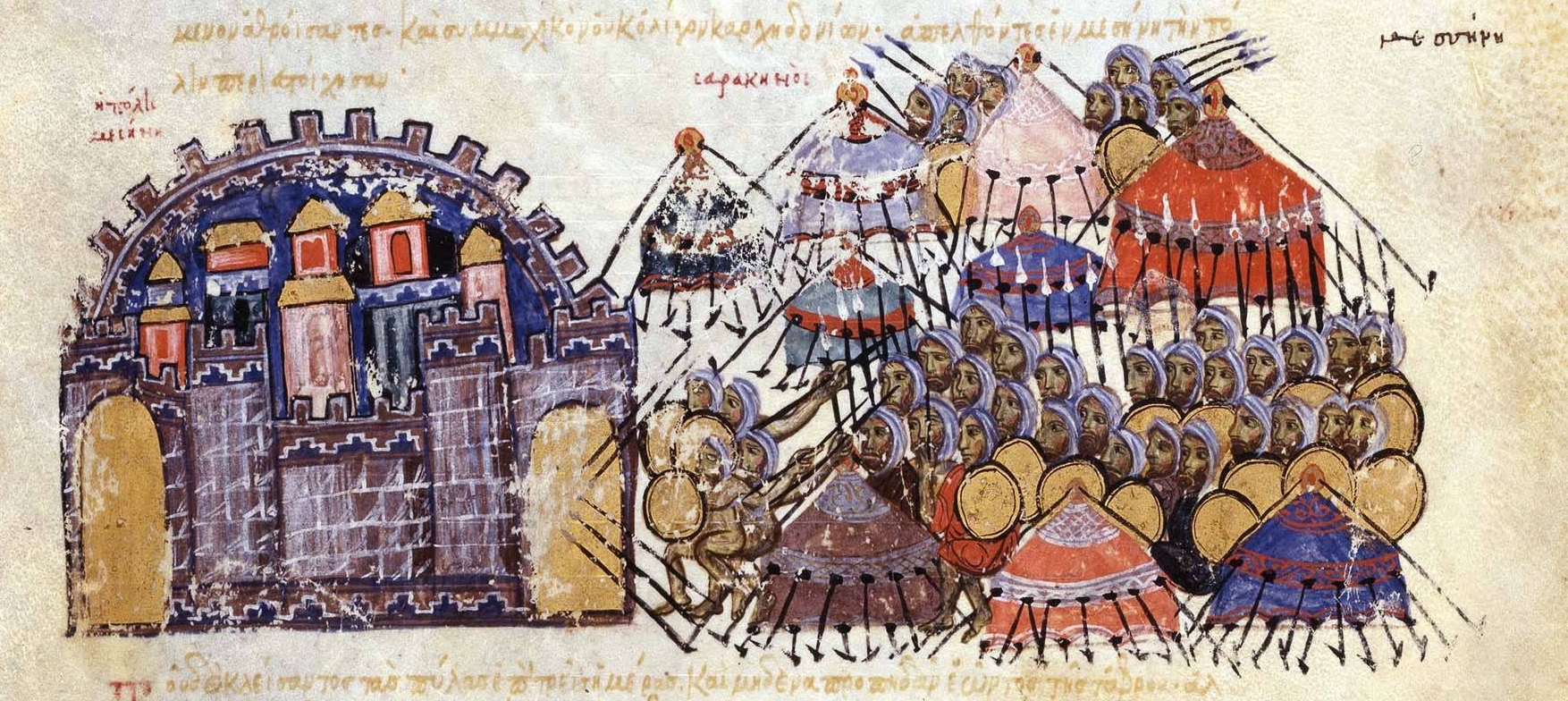
Осада Мессины сарацинами в 1040 году. Миниатюра из византийской хроники Иоанна Скилицы XII века.

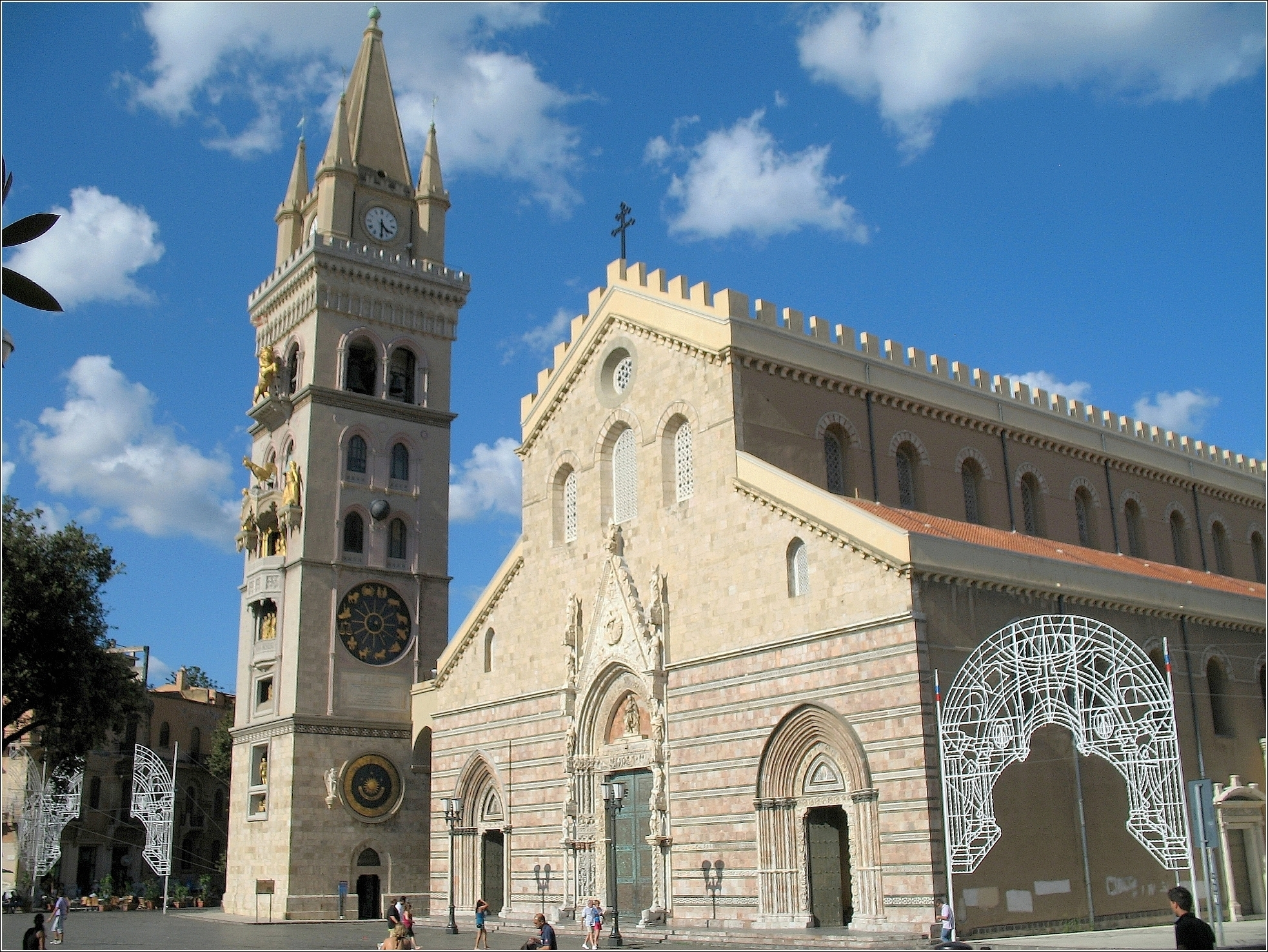
Кафедральный собор Мессины, 2009 год.

Всего пять километров отделяют Мессину от материковой части страны, что придаёт особую важность порту города. Поэтому история Мессины неразрывно связана с морем и проливом, который носит то же название и который, согласно греческой мифологии, охраняли два ужасных чудовища — Сцилла и Харибда. Сцилла — это дочь Форкиса и Гекаты, о ней говорили, что у неё двенадцать ног и шесть собачьих голов, и что она живёт под утесом со стороны материка. Именно она напала на корабль Улисса (латинская интерпретация имени древнегреческого героя Одиссея), схватив шесть его моряков. По другую сторону пролива, со стороны Сицилии, жила Харибда, которая всасывала в себя морскую воду (а после извергала её назад), поглощая вместе с ней корабли.
Мессина была основана греческими колонистами из Халкиды на месте поселения племени сикулов в 757 году до н. э. (первая греческая колония на Сицилии) и изначально называлась Занкла (др.-греч. Ζάγκλη от др.-греч. ζάγκλον — серп) из-за формы естественной гавани возле неё, потому что полуостров Сан-Райнери, естественный порт города, напоминает серп).
В V веке до н. э. принадлежала Афинам и развилась в значительный торговый город. Около 493 года до н. э. была переименована и получила название Мессена (греч. Μεσσήνη, лат. Messana) в честь греческой Мессены на юге Пелопоннеса. В конце V века до н. э. известен тиран Скиф, правивший как ставленник тирана Гелы Гиппократа. В 396 году до н. э. город был разорён карфагенянами, при Дионисии Сиракузском отстроен заново. В 312 году до н. э. Мессена попала под власть Агафокла, а в 288 году до н. э. была захвачена взбунтовавшимися кампанскими наёмниками на службе Сиракуз — мамертинцами («сыновьями Марса»). Начиная с первой Пунической войны Мессина осталась в руках Рима.
После крушения Западной Римской империи Мессина захватывалась готами, византийцами, сарацинами и норманнами. Во время крестовых походов она быстро расцвела. В 1282 году жители Мессины поддержали национально-освободительное восстание в Палермо против анжуйцев, вошедшее в историю под названием «Сицилийской вечерни», после чего город, пережив осаду со стороны Карла Анжуйского, перешёл под власть Арагонского дома.
С начала XVII века Мессина стала приходить в упадок, опустошённая чумой, землетрясением, наводнением и пр. В 1674 году здесь вспыхнуло восстание против испанцев, поддержанное на первом этапе Францией, но в 1678 году жестоко подавленное войсками Хуана Австрийского, разорившими город и уничтожившими действовавший с конца XV века местный сенат. В первые тридцать лет XVIII века Мессина находилась под властью Савойского дома и Австрийской династии, а в 1734 году их место заняла династия Бурбонов, которая правила до присоединения Сицилии к королевству Италия (1860 год).

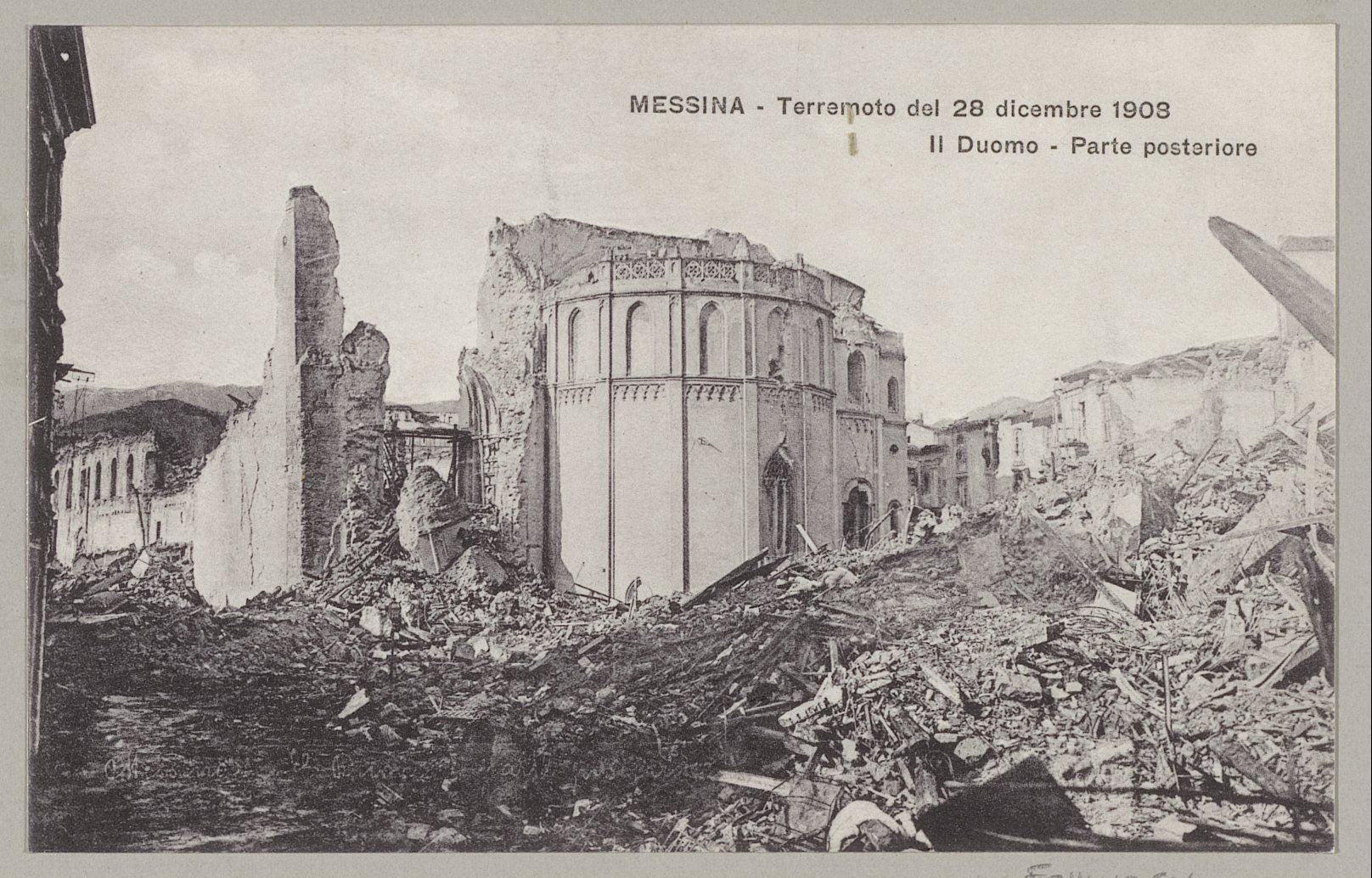
Руины Дуомо после землетрясения 1908 года.

Город был почти полностью разрушен во время землетрясения и цунами утром 28 декабря 1908 года. Тогда погибло около 60 тысяч жителей.
Пострадали даже могильные камни. Несокрушёнными остались только два здания: тюрьма (разрушена наполовину, вследствие чего отсюда вырвалось около 750 заключённых)  и психиатрическая больница. К счастью, в гавани города находились корабли русского флота, моряки которого спасли тысячи итальянских жизней. (Эскадра Балтфлота зимовала и проводила учебные стрельбы на Сицилии, откуда и первой пришла в порт Мессины после получения известия о бедствии). 

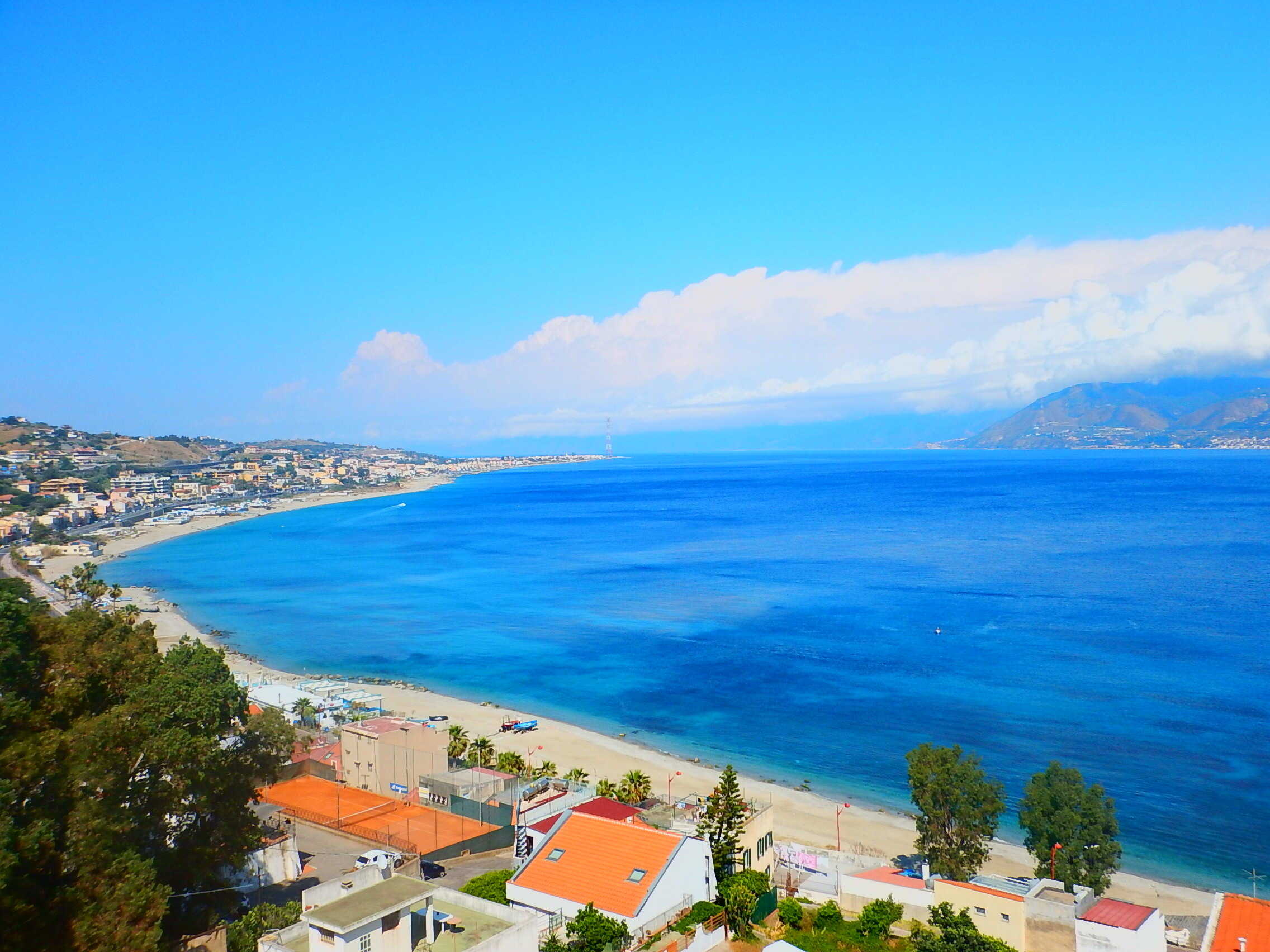
Мессина имеет около 30 км пляжей.

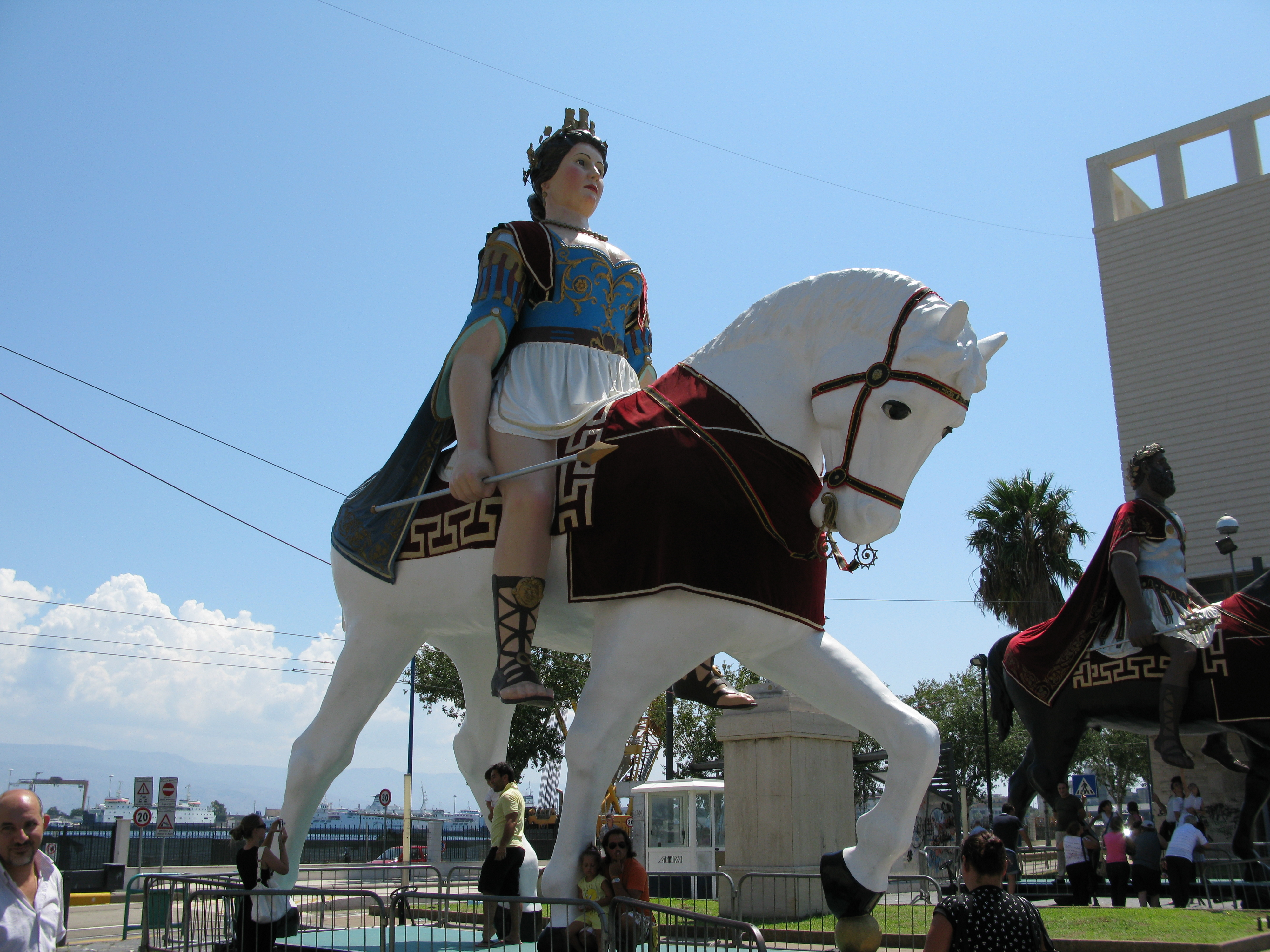
Гиганты Мата и Грифон, который рассказывает несколько легенд, связанных с городом. Они возили Мессину в течение второй недели августа.

Спустя три года после землетрясения представителям Балтийского флота была вручена золотая медаль с надписью "Мессина - мужественным русским морякам Балтийской эскадры".
В июне 2012 года был торжественно открыт памятник в честь русских моряков, оказавших помощь горожанам, пострадавшим от землетрясения 1908 года.
В 1909 году город был отстроен, но пострадал снова в 1943 году от американских бомбардировок, приведших к гибели тысяч людей. В 1972 году город насчитывал 257,7 тыс. жителей. В 2004 году число жителей сократилось до 247 592 человека.

## Экономика
Главным экономическим ресурсом Мессины является порт — торговый и военный — с несколькими верфями. Развито сельское хозяйство. Выращиваются лимоны, апельсины, мандарины и другие фрукты и овощи. Производится вино. Химическая, плодоконсервная, текстильная промышленность. Судоремонт и судостроение. Вывоз цитрусовых, овощных и фруктовых консервов.

## Культура
В Мессине с 1548 года работает Мессинский университет. Сохранились церкви XII—XIII веков и собор XII—XVI веков, частично перестроенные в XX веке; фонтаны XVI века.
Мессина встречается в произведениях многих писателей, среди которых:
- Плутарх «Жизнь Помпеи» (ок. 40 до н. э)
- Джованни Бокаччо «Декамерон»
- Уильям Шекспир «Много шума из ничего» (1598), «Антоний и Клеопатра» (1607)
- Александр Блок «Скифы»
- Александр Блок «Возмездие. Первая глава»
- Аксель Мунте «История Сан Микеле»
- Пикуль, Валентин Саввич «Ничего, синьор, ничего, синьорита!»— рассказывается о неоценимой помощи, оказанной моряками Практической эскадры Балтийского военно-морского флота России (в составе линкоров «Цесаревич» и «Слава», крейсеров «Адмирал Макаров» и «Богатырь») жертвам и потерпевшим от землетрясения в Мессине, на острове Сицилия, произошедшем 28 декабря 1908 года.